# Concepción (tỉnh Chile)
Tỉnh Concepción là một tỉnh ở vùng Bío-Bío, Chile. Tỉnh này có diện tích 3439 ki-lô-mét vuông, dân số theo điều tra năm 2002 là 1,01 triệu người.

## Các đô thị
Tỉnh này được chia thành 12 đô thị (comuna):
- Concepción
- Coronel
- Chiguayante
- Florida
- Hualpén
- Hualqui
- Lota
- Penco
- San Pedro de la Paz
- Santa Juana
- Talcahuano
- Tomé